# 杨祥国
杨祥国（1984年1月—），重庆人，汉族，中国共产党党员。中华人民共和国政治人物、第十三届全国人民代表大会解放军和武警部队代表。

## 生平
2001年12月加入中国人民解放军，2004年7月加入中国共产党，大专文化，西藏军区某边防团二连班长，上士军衔。
2018年，杨祥国被选为解放军和武警部队出席第十三届全国人民代表大会代表。同年12月，荣获陆军首届"四有"新时代革命军人标兵荣誉称号。